# كأس ديفيز 1991
كأس ديفيز 1991 هو الموسم 80 من  كأس ديفيز. أقيم خلال الفترة 1 فبراير 1991 وحتى 1 ديسمبر 1991، وفاز فيه منتخب فرنسا لكأس ديفيز.